# Tramway de Remiremont à Gérardmer
Pour les articles homonymes, voir CTV.
Le tramway de Remiremont à Gérardmer est une ancienne ligne de chemin de fer secondaire rurale à voie métrique du département des Vosges (Lorraine), reliant Remiremont à Gérardmer via la vallée de la Cleurie. 
Unique ligne exploitée par la compagnie des Tramways des Vosges (CTV), elle fut ouverte en 1900 et fermée en 1935, alors que, à la suite de la défaillance de son concessionnaire initial, elle avait été rachetée par le Département pour être affermée à la Société générale des chemins de fer économiques dix ans auparavant.

## Chronologie
- 13 août 1898 : Concession à M. Montézuma Goguel.
- 9 décembre 1898 : Déclaration d'utilité publique.
- 25 juin 1900 : Rétrocession à la Compagnie des Tramways des Vosges.
- 14 août 1900 : Mise en service voyageurs[1].
- 21 janvier 1901 : Mise en service marchandises.
- 18 mai 1925 : Rachat de la concession par le Conseil général.
- 1er janvier 1926 : Exploitation affermée à la Société générale des chemins de fer économiques.
- 31 mars 1935 : Fin du service[1].

## Historique
Si Remiremont fut desservi par le train dès 1864 et Gérardmer dès 1874, ces deux localités ne disposaient pas de liaisons faciles, se trouvant sur des lignes différentes. En 1837, seule la diligence de l'entreprise Duceux à Remiremont reliait Remiremont à Gérardmer et Saint-Dié tous les deux jours, effectuant le trajet inverse le lendemain ; après l'ouverture des lignes de chemin de fer, d'autres services se développèrent, comme un courrier, reliant deux fois par jour les gares du Syndicat-Saint-Amé et de Gérardmer.
Dès 1889, Montézuma Goguel, ingénieur civil à Saint-Dié, propose d'établir une ligne de tramway pour couvrir les 27 km séparant les deux villes.
Montézuma Alban Goguel, né le 19 octobre 1842 à Saint-Dié et mort le 17 mars 1903, était un ancien auxiliaire de Ferdinand de Lesseps au creusement du canal de Suez et avait dirigé l'un des chantiers de cette entreprise ; comme tel, il servit de guide à Émile Erckmann en 1872 en Orient, relation de laquelle naquirent deux ouvrages d'Erckmann-Chatrian : Une campagne en Kabylie (1873) et Un chef de chantier à l'isthme de Suez (1876). Il possédait à Saint-Dié une propriété, connue sous le nom de l'Ermitage.
La voie projetée devait suivre la route entre la gare de Remiremont, Saint-Étienne, Le Tholy et Gérardmer. 
La concession est accordée à M. Goguel par le département des Vosges le 13 août 1898, sans subvention ni garantie d'intérêts. Elle est approuvée par décret du 9 décembre 1898, qui déclare la ligne d'utilité publique.

### La compagnie des Tramways des Vosges
La compagnie des Tramways des Vosges fut le nom donné par M. Goguel à la compagnie rétrocessionnaire, créée le 3 mai 1899. Son siège social était à Remiremont, à la suite de la clause suivant laquelle la subvention de la commune de Remiremont pour la construction de ladite ligne était subordonnée à cette localisation ; toutefois, les bureaux de la direction de la société se trouvaient à Paris.

### Déclin et fermeture
Les finances de la compagnie des Tramways des Vosges sont très mauvaises. La compagnie cessa son activité après 26 années d'existence, le 18 mai 1925, quand le département des Vosges racheta la concession et afferma l'exploitation de la ligne à la société générale des chemins de fer économiques (SE) à compter du 1er janvier 1926.
Mais la concurrence routière, en particulier celle de la Société de transports automobiles des Hautes Vosges (STAHV), rend la ligne de plus en plus déficitaire. Dès l'automne 1932, les SE sont autorisés à supprimer la traction vapeur, et finalement, tout le trafic ferroviaire est abandonné le 31 mars 1935.

## Infrastructure

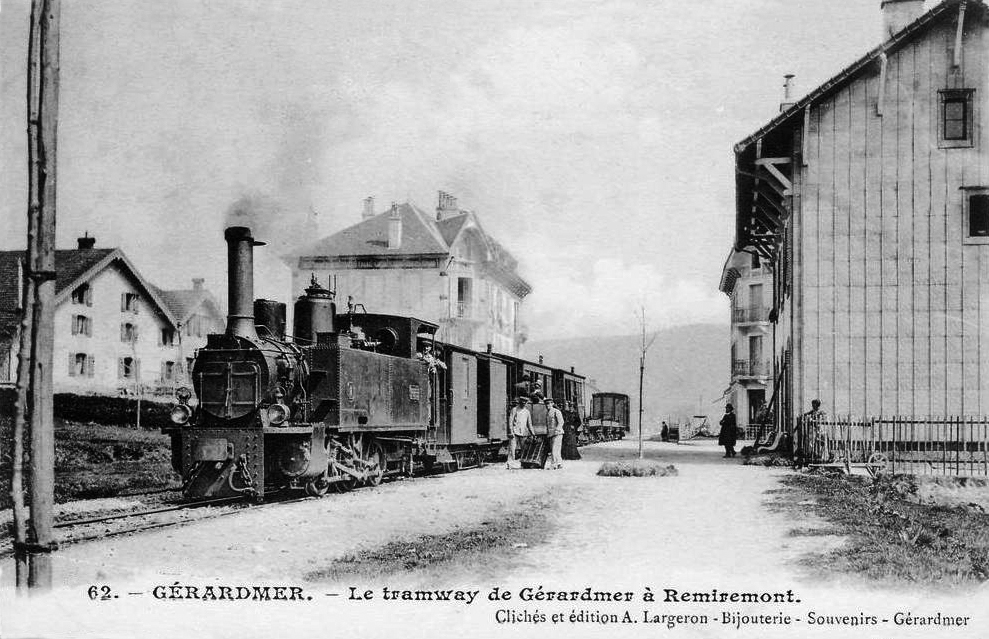
Station de Gérardmer vers 1900.

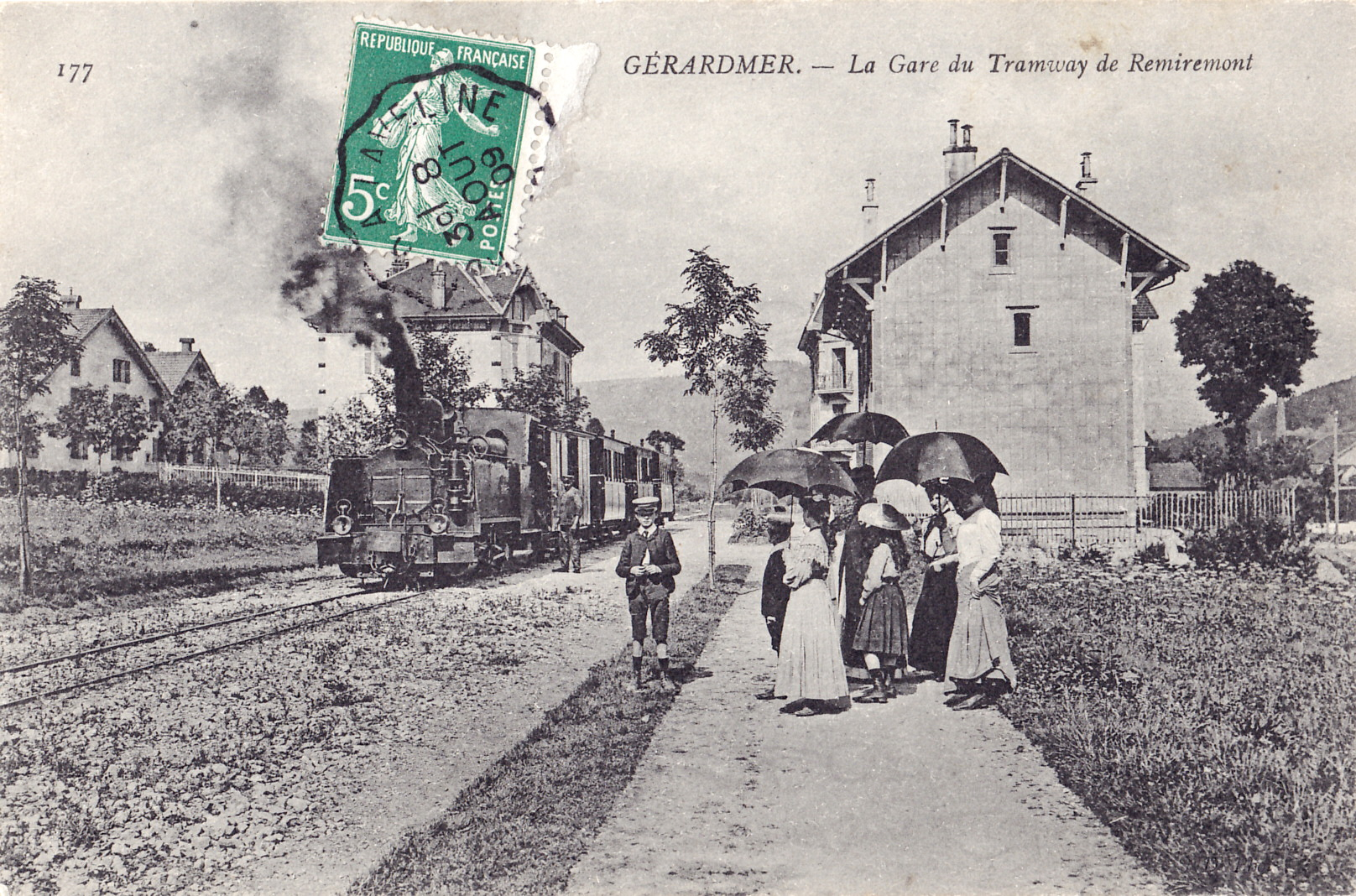
Autre vue de la station de Gérardmer, à la même époque.

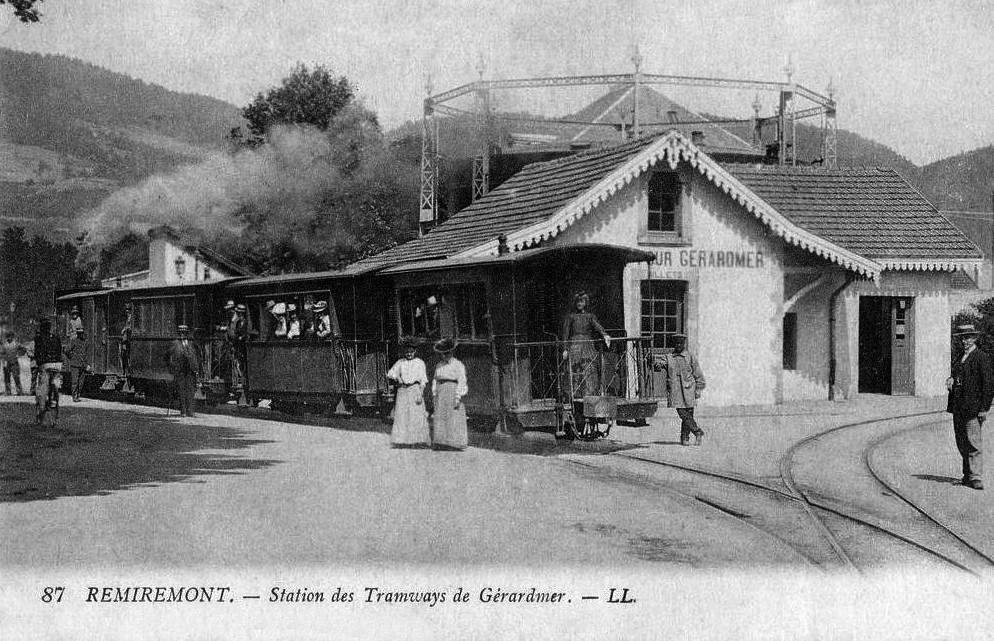
Station de Remiremont vers 1900.

### Tracé de la ligne
La ligne suit la voirie routière, ne s'éloignant que très rarement de la chaussée. Longeant l'ancienne RN 417, le tracé correspond :
- à l'actuelle D417a entre Remiremont et Saint-Étienne-lès-Remiremont (rue des 5e et 15e BCP à Remiremont ; rue des Grands-Moulins, Grand'Rue et rue de la Moselotte à Saint-Étienne) ;
- à des voiries déclassées (rue de la Moselotte à Saint-Étienne ; route de Celles à Saint-Amé) entre Saint-Étienne et Saint-Amé ;
- à l'actuelle D417a (Grand'Rue à Saint-Amé ; route du Pont-de-Cleurie au Syndicat) entre Saint-Amé et le Syndicat ;
- à l'actuelle D417 entre le Syndicat et Gérardmer (route de Gérardmer, route du Saut-de-la-Cuve, route de Bémont, route de Julienrupt au Syndicat ; route du CD417 à la Forge ; route de Noir-Pré, route du Rain-Brice au Tholy ; route d'Épinal à Gérardmer).

Les déclivités maximales sont de 48 mm m−1, et la rampe est presque continue entre Le Syndicat et Gérardmer, approchant 40 mm m−1. La ligne franchit la Moselle et par trois fois la Cleurie, dont elle suit la vallée entre son point de confluence dans la Moselotte, au Syndicat, et sa source, à proximité de la moraine frontale ayant créé le lac de Gérardmer.
À la suite de l'exigence de la Compagnie de l'Est, qui apprécie rarement le développement de compagnies ferroviaires susceptibles de lui faire concurrence, le départ de la ligne, initialement prévu place de la Gare à Remiremont, est reporté 300 mètres plus loin, à l'emplacement de l'ancien bureau de l'octroi. La ligne ainsi raccourcie ne traverse plus les voies de l'Est. 
La construction de la ligne le long du lac de Gérardmer nécessitera l'abattage des arbres qui le bordent, et ce malgré l'intervention des « écologistes » de l'époque.

## Exploitation
Le service avant-guerre comprenait 4 allers-retours en hiver et 5 allers-retours en été, avec deux trains en service. Ensuite, il fut réduit à 2 allers-retours en hiver et un troisième les jeudis, dimanches et fêtes. Le service marchandises était particulièrement important, la ligne acheminant le produit des carrières existant le long du parcours, spécialisées dans la taille et l'expédition des pavés de granit dans une grande partie de la France.

## Matériel roulant
Locomotives à vapeur
- 4 locomotives 030T construites par Batignolles, nos 1411 à 1413. Après 1925, les quatre machines furent renumérotées par les SE 3141 à 3144.

Les SE apportèrent également une 130T Corpet numérotée 1219, livrée en 1909 au Toul – Thiaucourt, où elle prit le no 5, numéro qu'elle conserva à Gérardmer. 
voitures à voyageurs
- 12 voitures à 2 essieux

Wagons de marchandise
- 27 wagons de 10 tonnes, wagons qui furent bien plus nombreux au cours des années 1920.

## Vestiges et matériels préservés
Il n'y a quasiment plus aucune trace de ce tramway. Les bâtiments de Gérardmer ont été détruits lors de la Seconde Guerre mondiale. La voie a été déposée afin de permettre des travaux sur la chaussée. Seuls quelques bâtiments de stations égrènent encore la route entre Remiremont et Gérardmer. La station du Tholy a été détruite par un Panzer allemand en 1944 qui cherchait un endroit où se dissimuler de l'aviation alliée.
Le concurrent principal des SE en 1935, la STAHV, a exploité la ligne routière Remiremont – Gérardmer jusqu'en 2003, date à laquelle il a fait faillite. Ce service est désormais assuré par Connex Vosges.